# Matchless Model G80-serie
De Matchless Model G80-serie was een serie 500cc-motorfietsen die het Britse merk Matchless produceerde van 1936 tot 1969. De ontwikkeling liep ongeveer op gelijke voet met de 350cc-Matchless Model G3-serie en ook de Matchless G90-modellen behoren tot deze serie. 

## Voorgeschiedenis

### Model 35/D80 (De Luxe) en 35/D90 (De Luxe)
In 1935 bracht Matchless een serie eencilinders van 250- tot 600 cc op de markt. Ze hadden allemaal nog een licht (25º) voorover hellende cilinder en de sportieve modellen hadden een dubbele uitlaatpoort ("Twin Port") en twee uitlaten. Van bijna alle modellen kwam ook een "De Luxe"-versie met onder meer een grotere koplamp en een uitgebreider instrumentenpaneel. De 500cc-kopklepmodellen waren het Model 35/D80 en het Model 35/D80 De Luxe en voor de zeer sportieve rijders het Model 35/D90 en het Model 35/D90 De Luxe. Daarnaast was er nog een ouderwetse 500cc-zijklepper die vooral als zijspantrekker dienst deed, het Model 35/D5.

## De type-aanduiding
In de tweede helft van de jaren dertig gebruikte Matchless elk bouwjaar in de type-aanduiding. De 500cc-modellen kregen daardoor de aanduidingen 
Model 35/D5, Model 35/D80, Model 35/D90, Model 36/D5, Model 36/G80, Model 36/G80C, Model 37/G5, Model 37/G80, Model 38/G5 en Model 39/G5. Na de Tweede Wereldoorlog verviel het woord "Model" voor alle series, maar bij de G80/G90-modellen gebeurde dat waarschijnlijk al in 1938. Wel kwam er soms een toevoeging als "C" voor Competition en "S" voor Sprung (achtervering en later scrambles).

## Geen "De Luxe"-modellen
In 1936 leverde Matchless vijf modellen minder dan in 1935. Dat was vooral te wijten aan het verdwijnen van de "De Luxe"-modellen. In het algemeen werden deze modellen uitgevoerd met verchroomde randjes langs de spatborden, een grotere koplamp, een oliepeilindicator, een snelheidsmeter en een instrumentenpaneel op het stuur. In plaats daarvan konden klanten hun machine naar behoeven aankleden met onderdelen uit de catalogus:
- Afneembare bagagedrager (15 shilling)
- beenschilden (15 shilling)
- Snelheidsmeter zonder dagteller (2 pond)
- Snelheidsmeter met dagteller (2 pond en 5 shilling)
- Lucas remlicht (5 shilling)
- Duovoetsteunen (7 shilling en 6 pence)
- Duozadel (12 shilling en 6 pence)
- Hutchinson "De Luxe" duozadel voor plaatsing boven de bagagedrager (13 shilling en 6 pence)
- Eight-Day Clock[1] (1 pond en 10 shilling)

## 1936-1939
| In het Verenigd Koninkrijk bestond het verschijnsel "Clubmanraces". Dit waren wedstrijden tussen leden van een op sportieve leest geschoeide motorclub. In de jaren dertig betrof het vooral enduro-, trial- en motorcrosswedstrijden, want stratencircuits bestonden nauwelijks en permanente circuits waren dun gezaaid. Na de Tweede Wereldoorlog veranderde dat omdat tientallen ongebruikte vliegvelden werden omgebouwd tot circuit. Vanaf dat moment werd de naam "Clubman" vooral gebruikt voor sportmotoren die "street legal" waren, maar waarmee amateurs ook konden racen. Matchless gebruikte in deze periode voor de oorlog de volgende toevoegingen: - "Clubman": De - min of meer officiële - toevoeging "Clubman" werd eind jaren dertig voor alle machines uit deze serie gebruikt omdat ze voor sportief gebruik bedoeld waren. Voorbeeld: Model 36/G80 Clubman - "Super": De toevoeging "Super" werd gebruikt voor de modellen met getunede motor, die ook de type-aanduiding "G90" kregen. Voorbeeld: Model 36/G90 Super Clubman. - "Special": De toevoeging "Special" was bestemd voor de Competition (terreinsport)-modellen, die ook een "C" in de naam kregen. Voorbeeld: Model 36/G80C Clubman Special. - De "C"-modellen met getunede motor kregen alle toevoegingen. Voorbeeld: Model 36/G90C Super Clubman Special. |

### Model 36/G80 (Clubman) en Model 37/G80 (Clubman)
In 1936 kwamen de nieuwe modellen 36/G80 en 36/G80C op de markt. Het belangrijkste technische verschil met de 1935-modellen was de nu rechtop staande cilinder. De cilinderverhoudingen (boring 82,5 mm en slag 93 mm) waren gelijk gebleven, maar het smeersysteem was verbeterd en het frame verstevigd. Uiterlijk was het verschil ook beperkt. De Burman-vierversnellingsbak was voetgeschakeld met een verstelbaar pedaaltje, de olietank was groter en volgde de lijnen van de framebuizen en het rechthoekige leren gereedschapstasje was vervangen door een stalen trapeziumvormig exemplaar tussen de rechter achterframebuizen.
Het Model 36/G80 had een "Lo-Ex" aluminium zuiger. De krukas draaide links in een kogellager en rechts in een bronzen glijlager en de drijfstang had een dubbel kogellager. De kleplichter was handbediend. De compressieverhouding bedroeg 6,2:1. De ontsteking werd verzorgd door een Lucas-hoogspanningsmagneet die achter de cilinder zat en werd aangedreven door een kettinkje. De brandstoftoevoer verliep via een 1 inch Amal-carburateur zonder luchtfilter. De primaire ketting liep in een oliebad, de secundaire ketting in een open kettingschermpje. De uitlaten waren volgens de mode van de tijd uitgevoerd als swept back pipes, maar meer conservatieve klanten konden zonder bijbetaling laagliggende uitlaten bestellen. De machine had een middenbok, maar ook nog een ouderwetse voorwielstandaard. De benzinetank was flink gegroeid: hadden de 1935-modellen nog 9-liter tanks, nu bevatte de tank 13,6 liter. De olietank was ook groter geworden, van 1,7 liter naar 2,3 liter. De Girder type-parallellogramvork was voorzien van drie verstelbare frictiedempers: twee schokdempers en een stuurdemper. Het stuur was in rubbers opgehangen. De machine kostte 55 pond, maar een afneembare bagagedrager kostte 15 shilling extra. Het Model 36/G80 was wel standaard uitgerust met een Lucas-verlichtingsset inclusief parkeerlicht, een 30 watt-dynamo en een elektrische claxon. Het instrumentenpaneel zat standaard boven op de tank en bevatte een ampèremeter, de ontstekings- en lichtschakelaar en een voorbereiding voor de inbouw van een "Eight-Day clock". De claxonschakelaar zat op het stuur.

### Model 36/G80C (Clubman Special) en Model 37/G80C (Clubman Special)
Het Model 36/G80C was vooral toegespitst op terreinsporten, met name trial. Het was daarom ook lichter door de toepassing van smallere spatborden en het weglaten van de frictie- schokdempers en de middenbok. De machine had nog steeds een voorwielstandaard, maar ook een zijstandaard en een achterwielstandaard, die bij endurowedstrijden makkelijk was om het achterwiel te demonteren. De stuuruitslag was groter en er waren terreinbanden gemonteerd. Het stalen gereedschapskastje was vervangen door twee leren tasjes aan weerszijden van het achterspatbord. De machine had ook een beschermplaat voor het carter en de rem- en koppelingshendels waren verstelbaar. De versnellingsbak had een kortere gearing en de motor was getuned met gepolijste cilinderkop en in- en uitlaatpoorten. De stuurrubbers ontbraken, evenals de schokdempers op de voorvork. De machine kostte 60 pond en kon uitsluitend met swept back pipes geleverd worden.

### Model 36/G90 (Super Clubman), 36/G90C (Super Clubman Special), 37/G90 (Super Clubman) en 37/G90C (Super Clubman Special)
Het Model 36/G90 was de opvolger van het Model 35/D90. Het was een extra-sportief model waarvan de compressieverhouding hoger was (7,5:1). De cilinderkop, in- en uitlaatpoorten, drijfstang en vliegwielen waren gepolijst en de motor was getuned voor meer vermogen. Dit model kostte in 1936 60 pond. Het Model 36/G90C was feitelijk een G/80C met de G90-getunede motor. De machine kostte 65 pond en kon net als de G80C alleen met swept back pipes geleverd worden.
De machines voor 1937 (Model 37/G80, Model 37/G80C, Model 37/G90 en Model 37/G90C) waren ongewijzigd.

### 1938-1939: G80 (Clubman), G80C (Clubman Special), G90 (Super Clubman) en G90C (Super Clubman Special)
In 1938 werden de motoren iets gewijzigd. De koelribben werden groter en de cilinderkop was uit één stuk gegoten met ingesloten kleppenmechanisme. De letter "M" was nu ook in de cilinderkop gegoten, net als in het kettingkastje van de dynamoketting. Het carter bleef gelijk, maar de oliepomp en de aan- en afvoerleidingen werden verbeterd. Alle Matchless-motorfietsen kregen 14mm-bougies. In 1939 verscheen ook het AJS-zustermodel, het AJS Model 39/18, dat afweek van de Matchless omdat de ontstekingsmagneet niet achter de cilinder, maar voor het carter zat.
| Voor het War Office ontwikkelde Matchless al tijdens de mobilisatie in 1939 het 350cc-prototype Matchless WG3/L, waarbij de "W" stond voor "War Office" en de "L" voor "Lightweight". De machine was dan ook 25 kg lichter dan een Matchless Model 39/G3. De haarspeldveren voor de kleppen waren vervangen door schroefveren. Deze machine deed in 1939 al dienst in Noord-Frankrijk. Na de slag om Duinkerke en de daaropvolgende Britse evacuatieoperatie Dynamo bleef vrijwel al het materieel, al dan niet vernietigd, achter in Duinkerke. Onmiddellijk werden alle beschikbare Matchless-motorfietsen aangekocht door het War Office om de verliezen te compenseren. Het War Office startte tests voor de aanbesteding van specifiek militaire motorfietsen. Matchless ontwikkelde de WG3/L door tot de Matchless G3/L met de teledraulic-hydraulisch gedempte telescoopvork. Het Zuid-Afrikaanse leger bestelde 110 G3/L's voor motorordonnanssen, maar de Britse opdracht ging in eerste instantie naar Triumph met haar 3TW. De Triumph-fabriek aan Priory Street in Coventry ging echter verloren bij het bombardement op Coventry op 14 november 1940. Triumph opende in mei 1942 een nieuwe fabriek in Meriden, maar toen was de opdracht voor de productie van 80.000 motorfietsen al naar AMC (AJS, Matchless en Sunbeam) gegaan. De militaire Matchless G3/L verloor alle luxe, waaronder het chroom en de middenbok en zou na de Tweede Wereldoorlog helpen om de civiele productie weer op te starten. De civiele productie van AMC kwam in 1941 geheel tot stilstand, ook van de 500cc-modellen. Na de oorlog was de Matchless G3/L het eerste model dat weer geproduceerd werd, samen met de bijna identieke AJS 16M en de 500cc-modellen Matchless G80L en AJS Model 18. |

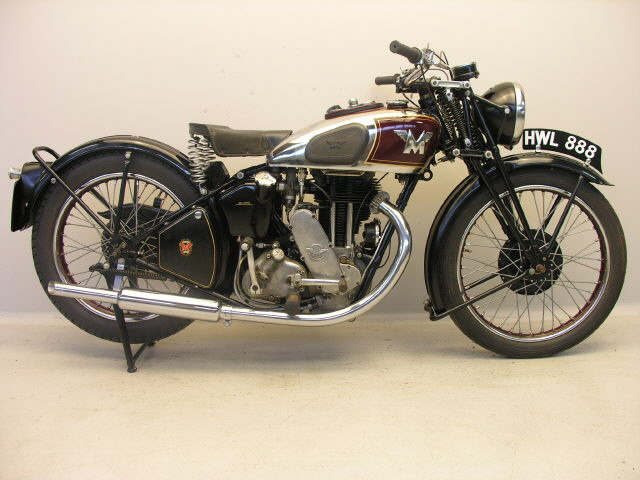
De Matchless G90 (Super Clubman) uit 1939 had nog alle kenmerken van de eerste modellen: Girder-type voorvork, geen achtervering, een dubbel wiegframe en het gereedschapskastje tussen de buizen van het achterframe.
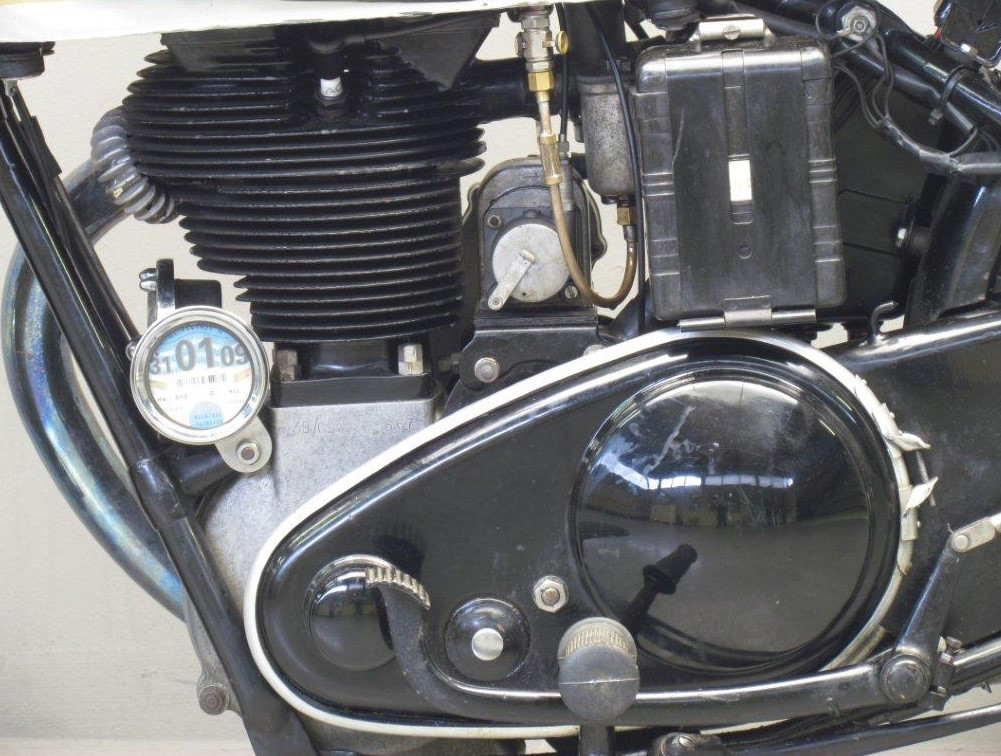
De typische plaatstalen kast van de primaire ketting werd op zijn plaats gehouden door een klemband. Licht en goedkoop, maar niet altijd lekvrij.

## Associated Motor Cycles
In 1931 hadden de eigenaren van Matchless,  de broers Harry-, Charlie-, en Bert Collier, al de motorfietstak van het failliete AJS in Wolverhampton overgenomen. In 1936 had men al besloten om de merken Matchless en AJS onder te brengen onder Amalgamated Motor Cycles. In 1937 nam men ook de motorafdeling van Sunbeam over en toen veranderde de naam van het concern in Associated Motor Cycles. In 1951 nam men James over en in 1953 Norton. Door badge-engineering toe te passen verschenen de G80-modellen vanaf 1945 ook als AJS 18 en van 1964 tot 1966 als Norton ES2 Mk II.

## Tweede Wereldoorlog
De productie van de 500cc-modellen eindigde uiterlijk in 1941, toen Matchless zich volledig ging richten op de productie van 80.000 350cc-Matchless G3/L's voor de geallieerde legers (zie kader).

## Na de oorlog

### Type-aanduidingen
De benamingen "Clubman", "Super Clubman" en "Super Clubman Special" verdwenen na de oorlog. In plaats daarvan volgde men de type-aanduidingen van de 350cc-modellen. De typenaam G80 bleef, de G90 verdween. De toevoeging "L" stond voor "Lightweight", "C" stond voor "Competition", "S" voor "Sprung" (geveerd) en in combinatie met de C ook voor "Competition Scrambles". 

### Matchless G80L en G80LC
Eind 1945 verscheen het eerste na-oorlogse 500cc-model, de Matchless G80L. De machine had veel kenmerken van de militaire Matchless G3/L, waarbij de "L" stond voor "Lightweight". Zo was er de hydraulisch gedempte door Associated Motor Cycles zelf ontwikkelde Teledraulic-telescoopvork. Er was nog volop gebrek aan materialen, zoals chroom en de compressieverhouding bleef laag bij gebrek aan klopvaste benzine. Qua kleur kon de klant kiezen uit zwart, groen en khaki en sierlijke biezen ontbraken. Opmerkelijk was de positie van het gereedschapskastje, dat nog laag in het achterframe zat, terwijl dat bij de Matchless G3 al in 1940 naar de onderkant van het achterspatbord was verhuisd. De machine had nu ook een semi-dubbel wiegframe met slechts één buis vanaf het balhoofd, die zich onder het blok in tweeën splitste. De middenbok ontbrak maar de machine had een voor- en achterwielstandaard. Het al voor de oorlog verschenen AJS Model 18 keerde gelijktijdig terug, nog steeds met als kenmerkende verschil de voor het carter geplaatste ontstekingsmagneet. De Matchless G80L was nadrukkelijk bedoeld als toermotorfiets, maar de lange slag-motor met zijn hoge koppel maakte hem uitermate geschikt als zijspantrekker en de aansluitingen voor een zijspan zaten er net als bij BMW's al op. Het smeersysteem werd in 1947 al verbeterd met een veel grotere opbrengst van de oliepomp. Later werd ook nog een oliefilter in de olietank geplaatst, dat in 1956 (we spreken dan al van de Matchless G80S) weer verdween door de komst van de magnetische aftapplug. 
De Matchless G80LC verscheen in 1947 als opvolger van de vooroorlogse G80C, samen met het AJS Model 18C. Beide machines waren bedoeld voor de terreinsporten. De machine had een speciaal frame met een kortere wielbasis en de voetsteunen waren meer naar binnen geplaatst om het geheel smaller te maken. Zelfs de vuldop van de olietank was verplaatst. Die stak bij de normale modellen iets naar buiten om het vullen te vergemakkelijken, maar kon daardoor hinderen bij de staande houding van de trialrijder. Daarom zat de vulhals nu boven op de tank. De aluminium cilinderkop die de andere modellen pas in 1951 kregen, kreeg de G80LC al een jaar eerder. De G80LC kreeg ook lichte, aluminium spatborden en de middenbok verdween vanwege de bodemvrijheid die bij het terreinrijden essentieel was. In plaats daarvan kwam er een dunne, lichte achterwielstandaard, die al snel weer werd vervangen door een jiffy. Toen de G80-modellen in 1954 achtervering kregen volgde vanzelfsprekend de Matchless G80CS, hoewel de G80LC nog een jaar leverbaar bleef. 

#### Afbeeldingen

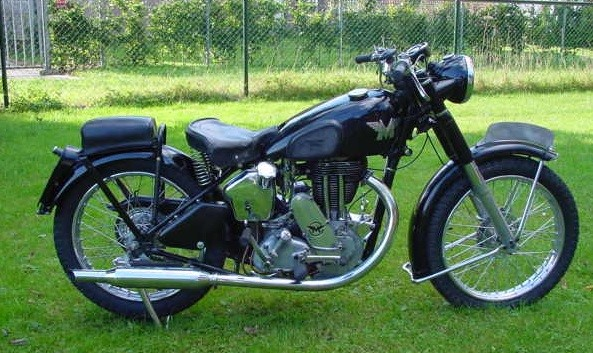
De eerste G80L die eind 1945 werd gepresenteerd was erg sober, nog veel soberder dan deze machine, waarvan de verchroomde olietank en velgen waarschijnlijk door een latere eigenaar zijn toegevoegd.
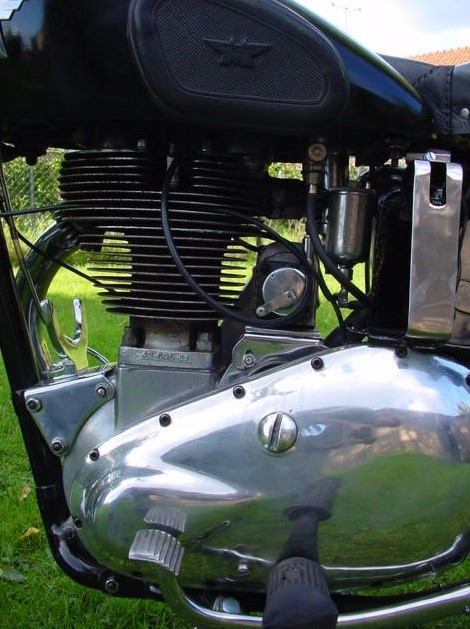
De G80L kreeg al meteen na de oorlog een geschroefd en daardoor beter afgedicht transmissiedeksel. De 350cc-G3-serie kreeg dat pas in 1958. Het U-vormige beugeltje op de voorste motorophanging is de bevestigingsbeugel voor de claxon.
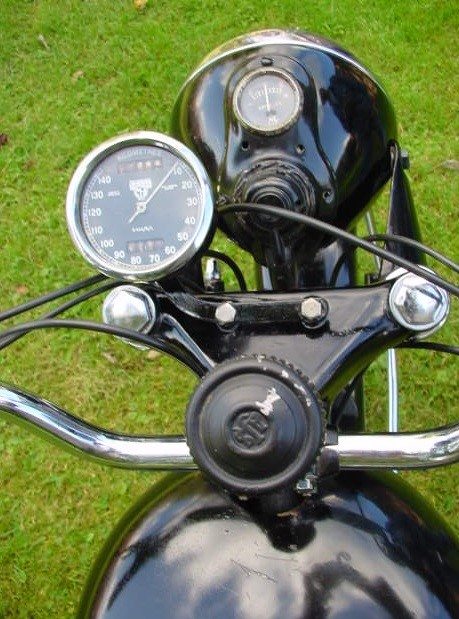
Ook soberheid bij de instrumenten. Het paneel op de tank was vervangen door een ampèremeter en lichtschakelaar op de koplamp en een losse snelheidsmeter. De ronde draaiknop is voor de stuurdemper.
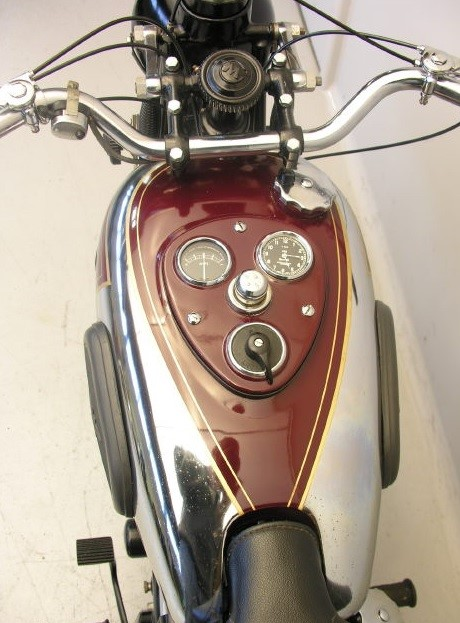
Ter vergelijking: de bijna overdadige luxe in 1939 met ampèremeter, Eight-Day clock[1], contactschakelaar, lichtschakelaar, stuurdemper en boven de koplamp (buiten beeld) de snelheidsmeter.

### Matchless G80S en G80CS
In 1949 kreeg de G80 weer haarspeldklepveren, maar de grootste verandering was de toevoeging van achtervering. Matchless sloeg daarbij een stap over: in plaats van plunjervering kreeg de machine een swingarm met hydraulische schokdempers. De naam veranderde in Matchless G80S (en AJS Model 18S), waarbij de "S" stond voor "Sprung" (geveerd). Echt goed waren de veerelementen, die de bijnaam "Candlestick" kregen, nog niet en eind 1950 werden ze vervangen door de duurdere maar nog niet overtuigende "Jampots". Pas in 1957 werd de achtervering aanmerkelijk beter toen men veer/demperelementen van Girling ging monteren. De bezuinigingen op chroom en lak sloegen in 1952 opnieuw toe door de Koreaanse Oorlog. In dat jaar werden de ontstekingsmagneet en de dynamo op AJS-wijze voor het carter geplaatst. Dat kwam de betrouwbaarheid ten goede, want achter de cilinder had de dynamo last van koelproblemen. Vanaf 1953 konden de geveerde modellen voorzien worden van een duozadel. In 1954 kregen de machines een veel grotere tank (17 liter in plaats van 13,5 liter) en een volle naaf-trommelrem in het voorwiel. Vanaf 1955 gebeurde dat ook bij het achterwiel. Rond die tijd werd de machine ook meer symmetrisch door het accu/gereedschapskastje links te plaatsen met dezelfde vorm als de rechts geplaatste olietank. De Burman-versnellingsbak werd in 1956 vervangen door een exemplaar van het in 1953 overgenomen Norton. In 1958 werd de toen al ouderwetse Lucas-gelijkstroomdynamo en magneetontsteking vervangen door een moderne wisselstroomdynamo en een accu-bobineontsteking. In 1961 werd het semi-dubbel wiegframe vervangen door een dubbel wiegframe met twee buizen vanaf het balhoofd. In 1963 werd de boring/slagverhouding gewijzigd: 86 × 85,5 mm. Het toerental kon daardoor hoger worden en het vermogen steeg naar 30 pk. Gedurende de jaren werd de compressieverhouding ook steeds hoger. Kort na de oorlog had de G80 nog een lage compressieverhouding vanwege het gebrek aan klopvaste benzine. In 1964 werd de AMC-teledraulic-voorvork vervangen door de Norton-Roadholder. Daarmee ging de machine ook beter remmen, want de bredere vork bood plaats aan bredere remtrommels. 
De naam "Matchless G80CS" stond aanvankelijk nog voor "Competition Sprung". De machine won de Scottish Six Days Trial van 1950, maar de ontwikkeling in de motorsport vereiste een grotere specialisatie en vanaf 1951 werd de Matchless ingezet voor scrambles- en motorcrosswedstrijden en het zustermodel AJS Model 18CS voor de trialsport. Waarschijnlijk was dat het moment dat de type-aanduiding "CS" werd gebruikt als "Competition Scrambles" en dat de Matchless G80CS ook een luchtfilter kreeg. In elk geval werd de SSDT van 1954 opnieuw gewonnen. De CS kreeg pas in 1966 het dubbel wiegframe dat de andere modellen al in 1961 kregen. Dit frame was gebouwd naar het voorbeeld van de succesvolle Rickman Métisse-frames en werd uiteindelijk door Norton overgenomen voor de Norton N15 en de P11 en Ranger-modellen.

### Matchless G80TCS Typhoon
In 1959 kwam de Californische dealer Harry D. Wilson op het idee om de Matchless G80CS op te boren voor de deelname aan de Desert Races die daar populair waren en waaraan ook werd deelgenomen met de 650cc-Triumph TR6 Trophy. De Matchless-rijders wilden dan ook een sterkere machine om de competitie met de Triumph aan te gaan. Wilson bracht de boring van 82,5 mm op 89 mm en de slag van 93 mm op 96 mm, waardoor de cilinderinhoud op 597,2 cc kwam. Hij monteerde vanzelfsprekend een grotere zuiger maar ook een andere drijfstang. Het werd meteen een succes en Wilson verkocht meer dan 40 van deze machines. Matchless besloot daarop de Matchless G80TCS (Typhoon Competition Scrambles) in productie te nemen. De nu officiële Matchless kreeg een Amal-34,9mm-carburateur. In tegenstelling tot de andere "CS"-modellen kreeg deze machine wel een dubbel wiegframe en uiteraard lichte, aluminium spatborden. Als pure woestijnracer kreeg de machine ook geen verlichting of snelheidsmeter, maar die waren wel leverbaar. Matchless produceerde niet meer dan ca. 125 van deze machines, vrijwel uitsluitend voor de zuidwestelijke staten van Amerika (Californië, Nevada en Arizona). 

#### Afbeeldingen

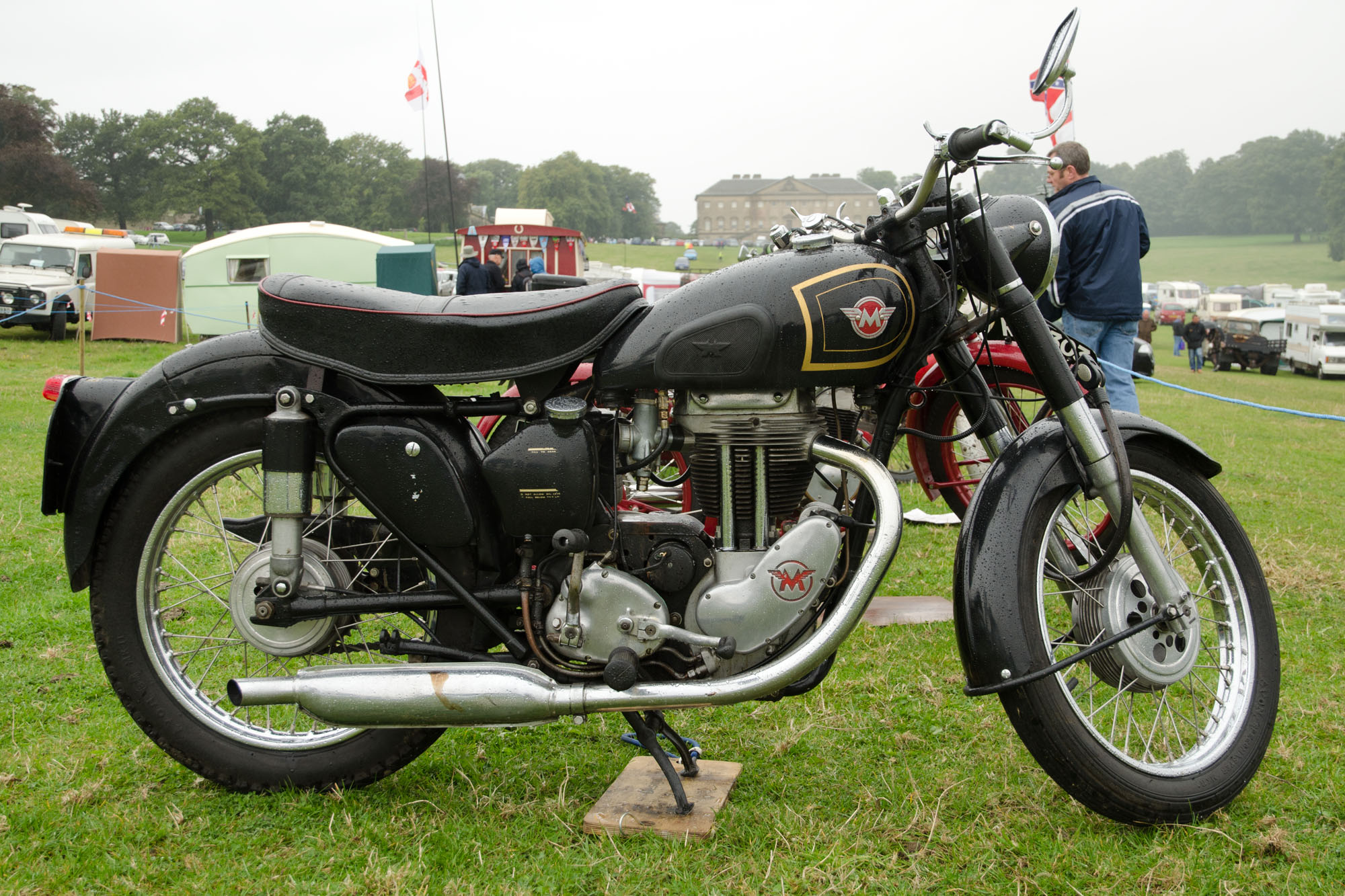
Matchless G80S uit 1952
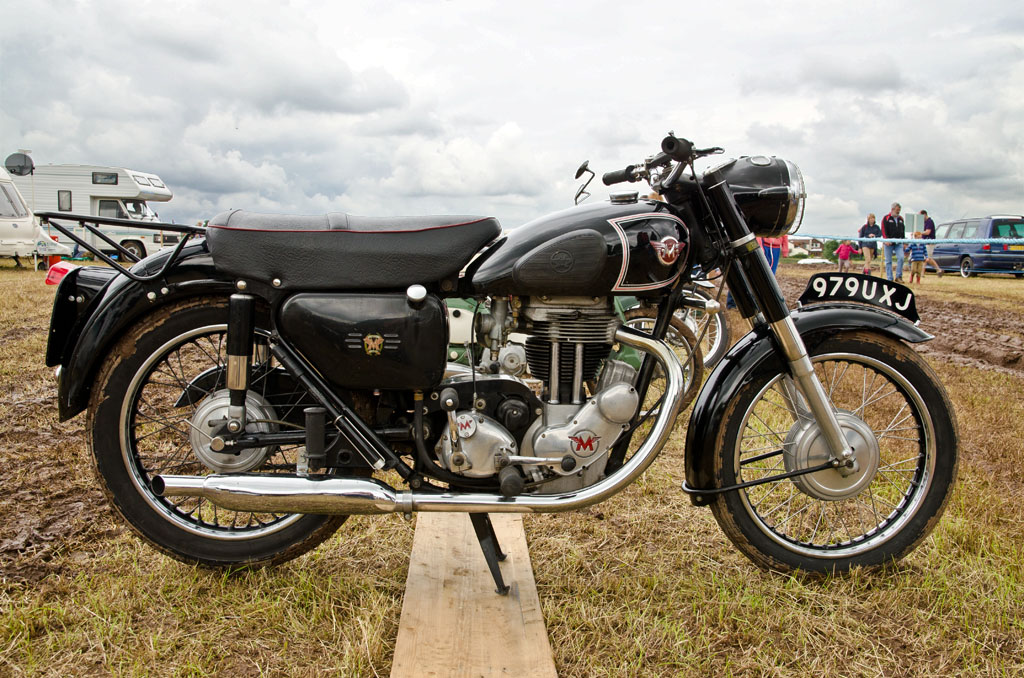
Matchless G80S uit 1957
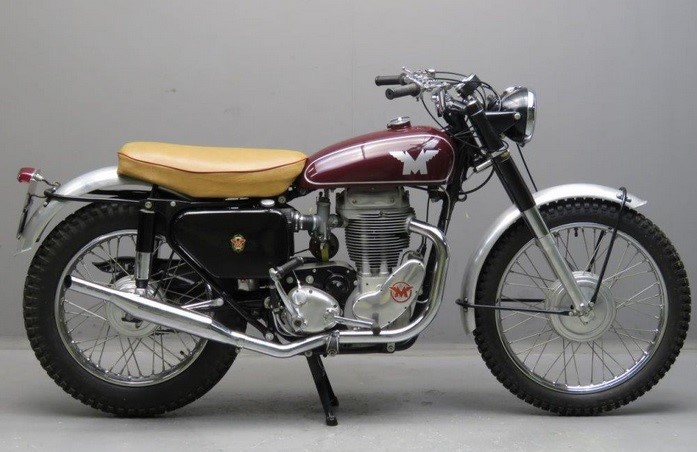
Matchless G80CS uit 1957
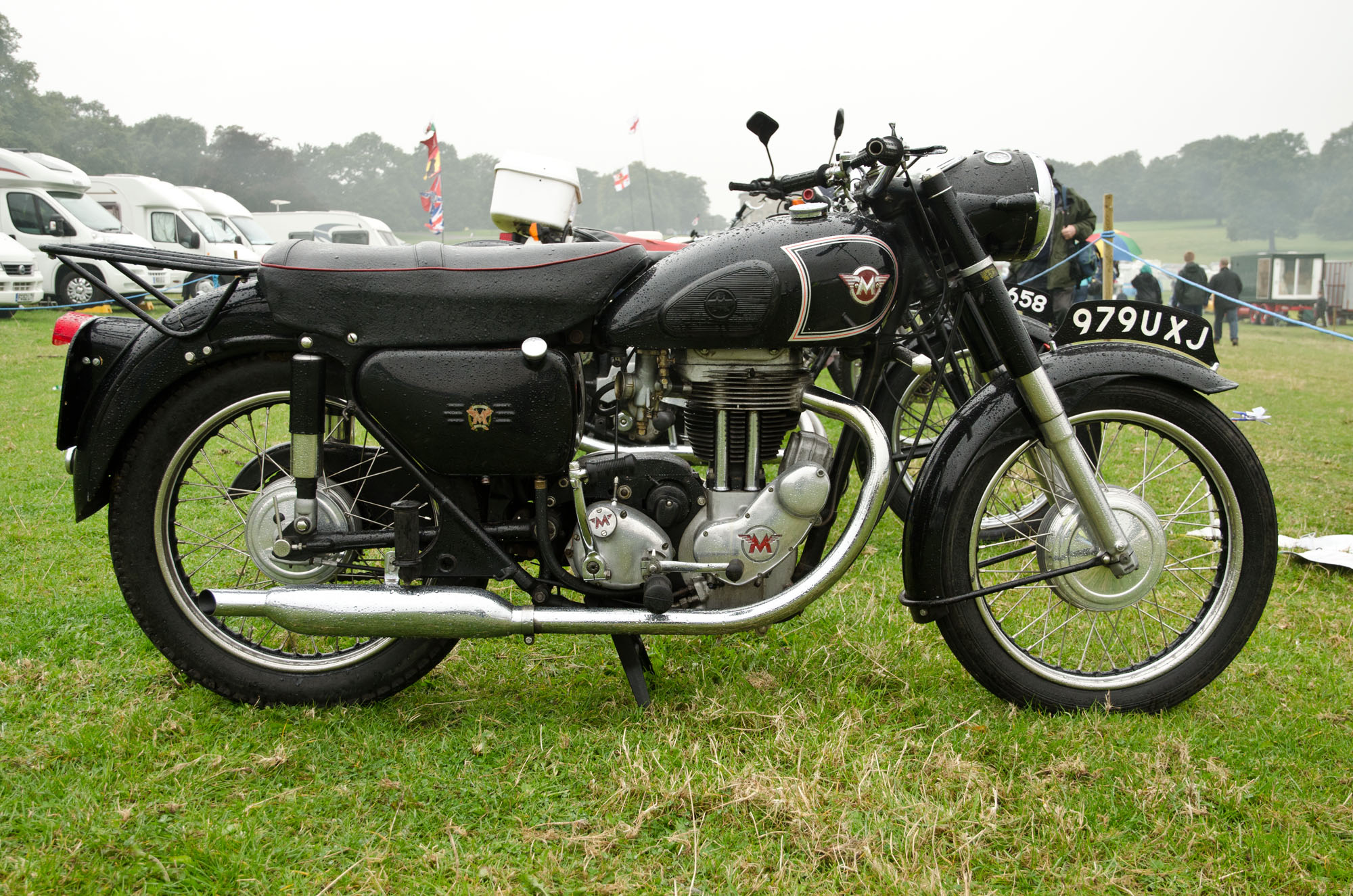
Matchless G80S uit 1959
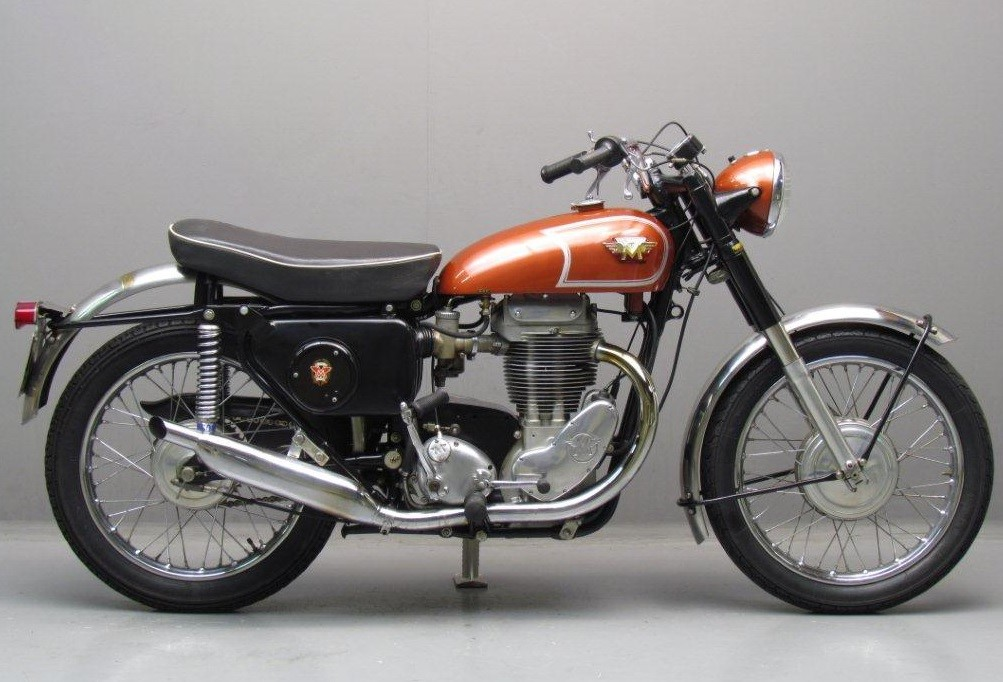
Matchles G80CS uit 1961
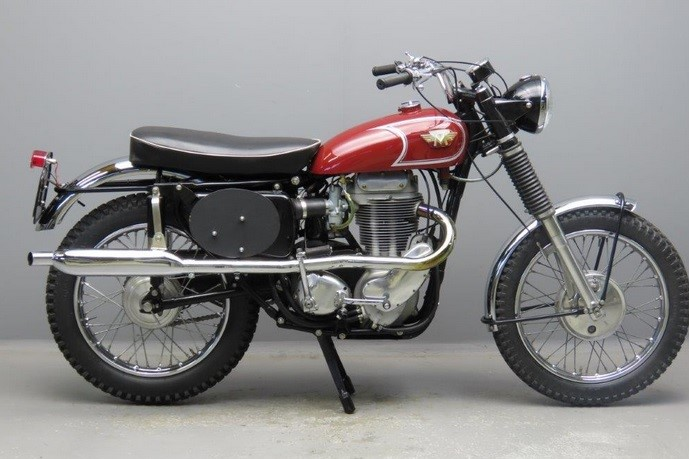
Matchless G80CS uit 1966 met dubbel wiegframe

### Matchless G80CS R

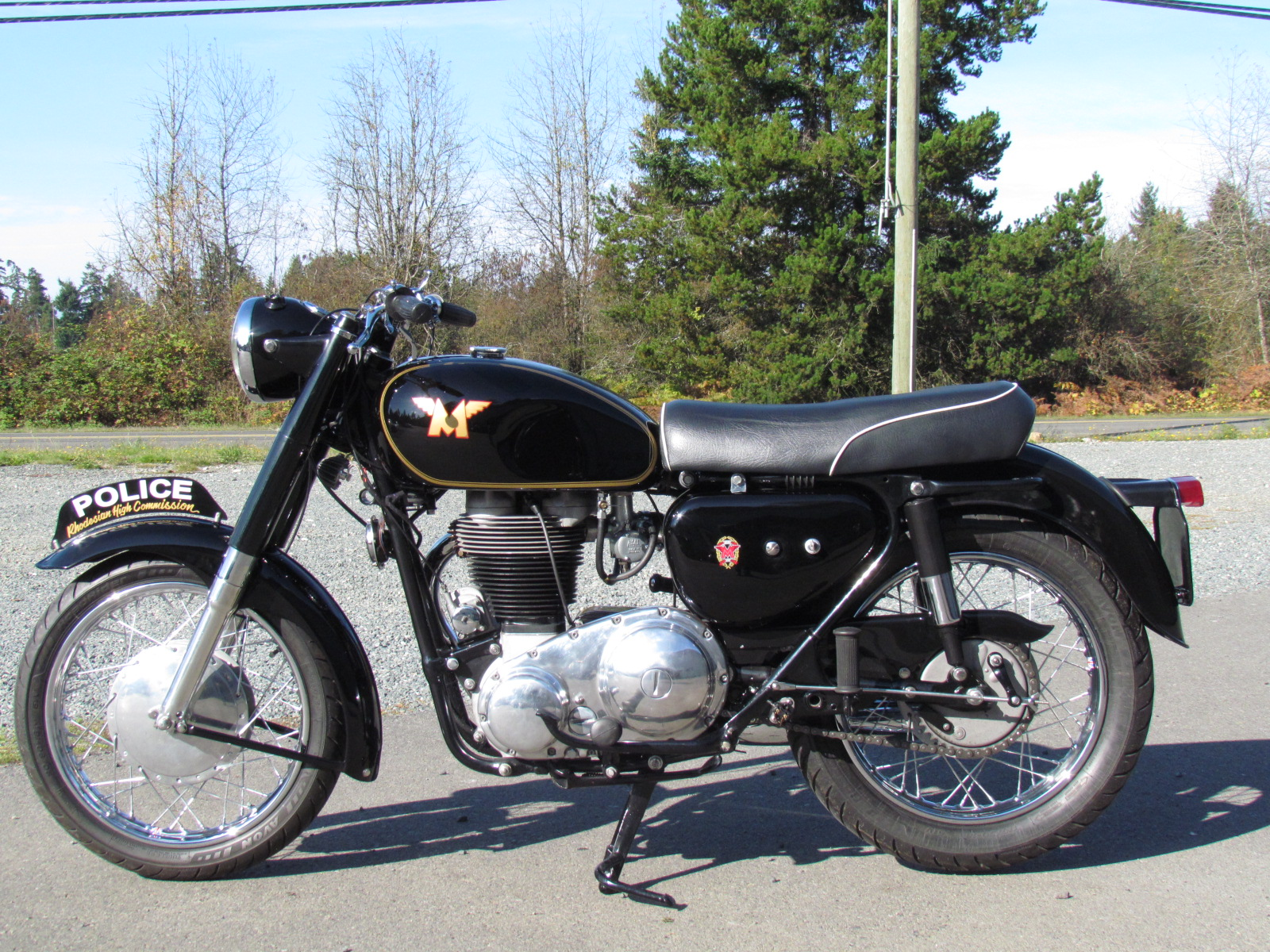
Matchless G80CS R(hodesia) uit 1965 voor de politie van Rhodesië.

Hoewel Matchless in 1965 al bijna aan het einde van zijn Latijn was, bestelde de the Rhodesian High Commission nog een twintigtal motorfietsen voor de Rhodesische politie. Men vroeg om een makkelijk startende motorfiets die geschikt was voor de verharde en onverharde weg. Op basis van het G80CS-frame werden deze machines gebouwd. 

## Einde productie
De productie van het 350cc-wegmodel G3/LS eindigde in 1966 toen Associated Motor Cycles werd verkocht aan Dennis Poore. Het terreinmodel G3/LCS bleef nog iets langer in productie, maar moest toch al snel het hoofd buigen voor de lichtere en sterke tweetakten van concurrerende merken als Greeves, Zündapp en Bultaco. De 500cc-modellen bleven langer in productie, zij het mondjesmaat. Toen de laatste Matchless G80CS in 1969 werd verkocht, was er al geen sprake meer van serieproductie. 

## Les Harris Matchless G80
Les Harris had met zijn bedrijf Racing Spares het merk Triumph in leven gehouden. Dat deed hij door vanaf 1983, toen de productie in de fabriek in Meriden definitief werd gestaakt, uit restpartijen Triumphs te blijven produceren totdat John Bloor, eigenaar van de Triumph-merknaam, in 1991 de productie van geheel nieuwe Triumphs opstartte. Harris probeerde ook de naam "Matchless" aan de vergetelheid te ontrukken, maar kon dit alleen doen door een nieuwe Matchless op de markt te brengen. Dat gebeurde in 1988. Deze 500cc-eencilinder werd weliswaar in het Verenigd Koninkrijk gefabriceerd en had ook een Brits frame, maar was voorzien van een Rotax vierklepsblok uit Oostenrijk. De machine redde het echter niet. In 1990 werd de productie gestaakt, nadat er ca. 1.500 stuks geproduceerd waren.